# Parki narodowe w Kolumbii
W Kolumbii znajduje się 60 chronionych obszarów przyrodniczych należących do Narodowego Systemu Parków Przyrodniczych (SPNN) posiadających łączną powierzchnię 229 820,13 km² (stan na 1 kwietnia 2023 roku). System ten podlega Ministerstwu Środowiska i Zrównoważonego Rozwoju Kolumbii. 
Chronione obszary dzielą się na:
- 3 rezerwaty przyrody posiadające kategorię IUCN – Ia (ścisły rezerwat przyrody)
- 9 rezerwatów fauny i flory posiadających kategorię IUCN – Ib (obszar naturalny)
- 1 rezerwat fauny posiadający kategorię IUCN – Ib (obszar naturalny)
- 2 rezerwaty flory posiadające kategorię IUCN – Ib (obszar naturalny)
- 43 parki narodowe posiadające kategorię IUCN – II (park narodowy)
- 1 park drogowy posiadający kategorię IUCN – II (park narodowy)
- 1 unikalny obszar przyrodniczy posiadający kategorię IUCN – III (pomnik przyrody)[1][4]

## Obszary chronione posiadające kategorię II – park narodowy
| Lp. | Zdjęcie | Nazwa parku narodowego | Rok utworzenia | Powierzchnia (km²) | Departament                     | Uwagi                                                                                       |
| 1   |         | Park Narodowy Alto Fragua-Indi Wasi (hiszp. Parque nacional natural Alto Fragua-Indi Wasi)                                         | 2002           | 760,94             | Caquetá                         |                                                                                             |
| 2   |         | Park Narodowy Amacayacu (hiszp. Parque nacional natural Amacayacu)                                                                 | 1975           | 2672,41            | Amazonas                        | wpisany na listę konwencji ramsarskiej ostoja ptaków IBA                                    |
| 3   |         | Park Narodowy Bahía Portete-Kaurrele (hiszp. Parque nacional natural Bahía Portete-Kaurrele)                                       | 2014           | 140,60             | La Guajira                      | ostoja ptaków IBA                                                                           |
| 4   |         | Park Narodowy Cahuinarí (hiszp. Parque nacional natural Cahuinarí)                                                                 | 1986           | 5584,95            | Amazonas                        |                                                                                             |
| 5   |         | Park Narodowy Catatumbo Barí (hiszp. Parque nacional natural Catatumbo Barí)                                                       | 1989           | 1606,84            | Norte de Santander              |                                                                                             |
| 6   |         | Park Narodowy Chingaza (hiszp. Parque nacional natural Chingaza)                                                                   | 1977           | 772,75             | Cundinamarca Meta               | wpisany na listę konwencji ramsarskiej ostoja ptaków IBA                                    |
| 7   |         | Park Narodowy Complejo Volcánico Doña Juana Cascabel (hiszp. Parque nacional natural Complejo Volcánico Doña Juana Cascabel)       | 2007           | 658,35             | Cauca Nariño Putumayo           |                                                                                             |
| 8   |         | Park Narodowy Corales de Profundidad (hiszp. Parque nacional natural Corales de Profundidad)                                       | 2013           | 1423,48            | Bolívar Sucre Córdoba           |                                                                                             |
| 9   |         | Park Narodowy Cordillera de los Picachos (hiszp. Parque nacional natural Cordillera de los Picachos)                               | 1977           | 2874,94            | Meta Caquetá Huila              |                                                                                             |
| 10  |         | Park Narodowy Cueva de los Guácharos (hiszp. Parque nacional natural Cueva de los Guácharos)                                       | 1960           | 71,33              | Cauca Caquetá Huila             | rezerwat biosfery UNESCO ostoja ptaków IBA                                                  |
| 11  |         | Park Narodowy El Cocuy (hiszp. Parque nacional natural El Cocuy)                                                                   | 1977           | 3058,79            | Arauca Boyacá Casanare          | ostoja ptaków IBA                                                                           |
| 12  |         | Park Narodowy El Tuparro (hiszp. Parque nacional natural El Tuparro)                                                               | 1980           | 5573,31            | Vichada                         | rezerwat biosfery UNESCO ostoja ptaków IBA                                                  |
| 13  |         | Park Narodowy Farallones de Cali (hiszp. Parque nacional natural Farallones de Cali)                                               | 1968           | 1963,65            | Cauca Valle del Cauca           | ostoja ptaków IBA                                                                           |
| 14  |         | Park Narodowy Gorgona (hiszp. Parque nacional natural Gorgona)                                                                     | 1984           | 605,04             | Cauca                           | ostoja ptaków IBA                                                                           |
| 15  |         | Park Isla de Salamanca (hiszp. Vía Parque Isla de Salamanca)                                                                       | 1964           | 565,65             | Magdalena                       | rezerwat biosfery UNESCO wpisany na listę konwencji ramsarskiej ostoja ptaków IBA           |
| 16  |         | Park Narodowy La Paya (hiszp. Parque nacional natural La Paya)                                                                     | 1984           | 4401,25            | Putumayo                        | ostoja ptaków IBA                                                                           |
| 17  |         | Park Narodowy La Serranía de Chiribiquete (hiszp. Parque nacional natural La Serranía de Chiribiquete)                             | 1989           | 42 661,69          | Caquetá Guaviare Amazonas       | lista światowego dziedzictwa UNESCO ostoja ptaków IBA                                       |
| 18  |         | Park Narodowy Las Hermosas-Gloria Valencia de Castaño (hiszp. Parque nacional natural Las Hermosas-Gloria Valencia de Castaño)     | 1977           | 1247,12            | Tolima Valle del Cauca          |                                                                                             |
| 19  |         | Park Narodowy Las Orquídeas (hiszp. Parque nacional natural Las Orquídeas)                                                         | 1974           | 287,53             | Antioquia                       | ostoja ptaków IBA                                                                           |
| 20  |         | Park Narodowy Los Corales del Rosario y de San Bernardo (hiszp. Parque nacional natural Los Corales del Rosario y de San Bernardo) | 1977           | 1235,02            | Bolívar Sucre                   |                                                                                             |
| 21  |         | Park Narodowy Los Katíos (hiszp. Parque nacional natural Los Katíos)                                                               | 1973           | 779,68             | Antioquia Chocó                 | lista światowego dziedzictwa UNESCO ostoja ptaków IBA                                       |
| 22  |         | Park Narodowy Los Nevados (hiszp. Parque nacional natural Los Nevados)                                                             | 1973           | 613,73             | Tolima Caldas Quindío Risaralda | wpisany na listę konwencji ramsarskiej ostoja ptaków IBA                                    |
| 23  |         | Park Narodowy Macuira (hiszp. Parque nacional natural Macuira)                                                                     | 1977           | 240,50             | La Guajira                      | ostoja ptaków IBA                                                                           |
| 24  |         | Park Narodowy Munchique (hiszp. Parque nacional natural Munchique)                                                                 | 1977           | 469,82             | Cauca                           | ostoja ptaków IBA                                                                           |
| 25  |         | Park Narodowy Nevado del Huila (hiszp. Parque nacional natural Nevado del Huila)                                                   | 1977           | 1638,42            | Tolima Cauca Huila              | rezerwat biosfery UNESCO ostoja ptaków IBA                                                  |
| 26  |         | Park Narodowy Old Providence McBean Lagoon (hiszp. Parque nacional natural Old Providence McBean Lagoon)                           | 1995           | 16,43              | San Andrés i Providencia        | rezerwat biosfery UNESCO ostoja ptaków IBA                                                  |
| 27  |         | Park Narodowy Paramillo (hiszp. Parque nacional natural Paramillo)                                                                 | 1977           | 5039,65            | Córdoba Antioquia               | ostoja ptaków IBA                                                                           |
| 28  |         | Park Narodowy Pisba (hiszp. Parque nacional natural Pisba)                                                                         | 1977           | 351,45             | Boyacá Casanare                 | ostoja ptaków IBA                                                                           |
| 29  |         | Park Narodowy Puracé (hiszp. Parque nacional natural Puracé)                                                                       | 1975           | 919,42             | Huila Cauca                     | rezerwat biosfery UNESCO ostoja ptaków IBA                                                  |
| 30  |         | Park Narodowy Río Puré (hiszp. Parque nacional natural Río Puré)                                                                   | 2002           | 9706,43            | Amazonas                        |                                                                                             |
| 31  |         | Park Narodowy Sanquianga (hiszp. Parque nacional natural Sanquianga)                                                               | 1977           | 855,05             | Nariño                          | ostoja ptaków IBA                                                                           |
| 32  |         | Park Narodowy Selva de Florencia (hiszp. Parque nacional natural Selva de Florencia)                                               | 2005           | 100,20             | Caldas                          | ostoja ptaków IBA                                                                           |
| 33  |         | Park Narodowy Serranía de los Churumbelos-Auka Wasi (hiszp. Parque nacional natural Serranía de los Churumbelos-Auka Wasi)         | 2007           | 972,39             | Cauca Caquetá Huila Putumayo    | ostoja ptaków IBA                                                                           |
| 34  |         | Park Narodowy Serranía de los Yariguíes (hiszp. Parque nacional natural Serranía de los Yariguíes)                                 | 2005           | 592,88             | Santander                       | ostoja ptaków IBA                                                                           |
| 35  |         | Park Narodowy Sierra Nevada de Santa Marta (hiszp. Parque nacional natural Sierra Nevada de Santa Marta)                           | 1964           | 5733,13            | Magdalena La Guajira Cesar      | rezerwat biosfery UNESCO ostoja ptaków IBA lista informacyjna światowego dziedzictwa UNESCO |
| 36  |         | Park Narodowy Sierra de la Macarena (hiszp. Parque nacional natural Sierra de la Macarena)                                         | 1971           | 6194,39            | Meta Guaviare                   | ostoja ptaków IBA                                                                           |
| 37  |         | Park Narodowy Sumapaz (hiszp. Parque nacional natural Sumapaz)                                                                     | 1968           | 2215,19            | Meta Cundinamarca Huila         | ostoja ptaków IBA                                                                           |
| 38  |         | Park Narodowy Tamá (hiszp. Parque nacional natural Tamá)                                                                           | 1977           | 510,27             | Norte de Santander Boyacá       |                                                                                             |
| 39  |         | Park Narodowy Tatamá (hiszp. Parque nacional natural Tatamá)                                                                       | 1987           | 429,78             | Chocó Risaralda Valle del Cauca | ostoja ptaków IBA                                                                           |
| 40  |         | Park Narodowy Tayrona (hiszp. Parque nacional natural Tayrona)                                                                     | 1964           | 193,09             | Magdalena                       | rezerwat biosfery UNESCO ostoja ptaków IBA lista informacyjna światowego dziedzictwa UNESCO |
| 41  |         | Park Narodowy Tinigua (hiszp. Parque nacional natural Tinigua)                                                                     | 1989           | 2137,93            | Meta                            | ostoja ptaków IBA                                                                           |
| 42  |         | Park Narodowy Uramba Bahía Málaga (hiszp. Parque nacional natural Uramba Bahía Málaga)                                             | 2010           | 468,86             | Valle del Cauca                 |                                                                                             |
| 43  |         | Park Narodowy Utria (hiszp. Parque nacional natural Utria)                                                                         | 1986           | 643,81             | Chocó                           | rezerwat biosfery UNESCO ostoja ptaków IBA                                                  |
| 44  |         | Park Narodowy Yaigojé Apaporis (hiszp. Parque nacional natural Yaigojé Apaporis)                                                   | 2009           | 10 565,49          | Vaupés Amazonas                 | ostoja ptaków IBA                                                                           |